# Anopheles changfus
Anopheles changfus este o specie de țânțari din genul Anopheles, descrisă de Ma în anul 1981. Conform Catalogue of Life specia Anopheles changfus nu are subspecii cunoscute.